# Enk Feldhaus van Ham

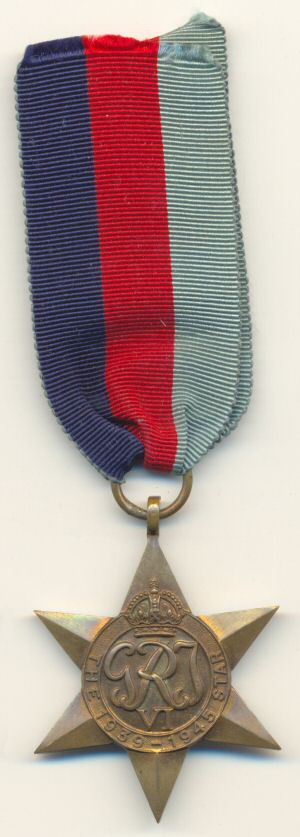
De Britse 1939-1945 Ster.

Engelbert Julius Luidpold Johann Maria (Enk) Feldhaus van Ham (Zeist, 28 september 1916 – Middelbeers, 15 mei 1995) was een Nederlands  verzetsman uit de Tweede Wereldoorlog. Hij was een in Nederland geboren Duitser en werd Enk of Enkie genoemd.
Feldhaus van Ham was van Duitse afkomst, zijn ouders waren al sinds 1908 in Nederland. In 1937 hadden zij een naturalisatieaanvraag ingediend waarover in mei 1940 nog niet was beslist. Zijn oudste broer was overtuigd nazi maar toen de oorlog uitbrak, ging Feldhaus van Ham in het verzet. Via zijn aanstaande schoonouders kwam hij in contact met Bib van Lanschot. Hij verzamelde gegevens over de Duitsers en gaf die aan Van Lanschot door. Toen hij door de Wehrmacht werd opgeroepen, nam hij op aanraden van Van Lanschot dienst, zodat hij meer gegevens kon verzamelen en die tijdens zijn verlof kon doorgeven. 
In januari 1942 werd Feldhaus van Ham ingedeeld bij het Afrikakorps, en op 16 maart vertrok hij met ongeveer 16 man per Junkers Ju 52-vliegtuig van Bagnoli Airfield in Italië naar Derna in Libië. Op vrijdag 12 juni 1942, tijdens de Slag bij El Adem, lukte het hem tijdens een heftig gevecht tussen pantserwagens naar de Engelsen over te lopen. Hij werd 137 dagen geïnterneerd in Canada. Op 4 april 1943 kon hij eindelijk zijn contract als oorlogsvrijwilliger bij de Prinses Irene Brigade tekenen. Met hen landde hij op 8 augustus 1944 in Normandië.
Op 11 september 1945 werd hij met groot verlof gestuurd. Pas in 1948 werd hij genaturaliseerd en kreeg hij de Nederlandse nationaliteit.

## Onderscheiden
Nederland
- Verzetsherdenkingskruis
- Oorlogsherinneringskruis met gespen, Krijg te land 1940-1945 en Normandië 1944, augustus 1951

Engeland
- Defence Medal
- 1939-1945 Ster
- Normandy Medal

Frankrijk
- La Médaille de la Ville de Paris (échelon argent)

België (Ipres)
- Imosphinx Order of Merit Cross (Rank: Knight)